# Rivière Benoît
Rivière Benoît är ett vattendrag i Kanada.   Det ligger i provinsen Québec, i den östra delen av landet, 700 km nordost om huvudstaden Ottawa.
Trakten runt Rivière Benoît är nära nog obefolkad, med mindre än två invånare per kvadratkilometer.